# الصحافة (صحيفة سودانية)
جريدة الصحافة صحيفة عربية يومية نشرت في السودان

## التاريخ والملف الشخصي
تأسست الصحافة في عام 1961 في مرحلتها الأولى .
كان للجريدة موقف سياسي يساري تم تعليق عملها في فترات مختلفة
في سبتمبر 2013 م اشترت دائرة المخابرات الوطنية السودانية الصحيفة

## روابط خارجية
- http://www.alsahafasd.net/